# Antonia (idősebb)
Julia Antonia maior, az idősebb Julia Antonia (ókori Róma, i. e. 39 – ?, 32) Marcus Antonius és Octavia idősebbik lánya, Augustus római császár unokahúga, Nero császár nagyanyja. Keveset tudunk róla, ellentétben húgával, az ifjabbik Antoniával, aki Claudius császár anyja, Caligula nagyanyja és Nero dédanyja volt.

## Élete
Lucius Domitius Ahenobarbushoz ment feleségül. Fiuk, Cnaeus Agrippinillát (Agrippina Minort) vette feleségül, közös gyermekük lett Nero császár. Antonia egyik lánya, idősebb Domitia Lepida Decimus Haterius Agrippához, ifjabb Domitia Lepida pedig Marcus Valerius Messalla Barbatushoz ment feleségül. Az ifjabb Domitia leánya volt Messalina, Claudius császár felesége.